# 올림픽 의회
올림픽 의회란 국제 올림픽 위원회가 만든 것으로 올림픽 활동(Olympic Movement)에 의거해서 다양한 대륙에서 많은 대표자들이 모이는 것을 말한다. 올림픽 헌장 1장 4조를 보면 IOC 위원장은 의회를 소집할 의무가 있으며 진행상황에 대해서 알려주기 위해 의장을 해야한다. 올림픽 의회가 IOC의 정식 행사는 아니다. 올림픽 헌장에는 "올림픽 의회란 IOC에 의해 결정된 올림픽 활동에 관련된 각 대륙의 대표자들이 모이는 것이다."라고 쓰여 있다.
올림픽 의회의 목적은 자문을 하는 것이다. 의회에서 채택된 모든 권고 및 추천은 IOC 총회에서 형식적으로 채택된다. 첫 번째 올림픽 의회는 1894년에 프랑스 파리에서 열렸다. 이 의회에서는 IOC를 설립하는 것과 하는 일에 대한 기초 법률을 만들었다. 현대 올림픽의 부흥에 대한 이야기도 이 의회에서 시작되었다.
1894후에 1930년까지 다양한 주제와 관련된 총회가 8번 열렸다. 2차세계대전 직전에는 베를린에서 1930년에 열렸다. 그 후에는 약 40년간 열리지 못했으며 1973년에 불가리아의 바르나에서 10회 의회가 열렸다. 다음 의회는 1981년에 독일 바덴바덴에서 열렸으며 그 다음에는 프랑스 파리에서 1994년에 열렸다.

## 과거의 개최지와 의제
| 회   | 개최년도 | 개최지   | 의제 |
| ---- | -------- | -------- | --- |
| 1회  | 1894     | 파리     | 1) 올림픽의 재건 2) 아마추어 정신의 정의                                                                                            |
| 2회  | 1897     | 르아브르 | 스포츠의 위생과 교육 |
| 3회  | 1905     | 브뤼셀   | 스포츠와 체육 |
| 4회  | 1906     | 파리     | 예술, 문학과 올림픽의 연계와 일상체육                                                                                               |
| 5회  | 1913     | 로잔     | 스포츠의 심리학과 생리학 |
| 6회  | 1914     | 파리     | 올림픽 규칙의 통일과 참가 조건 |
| 7회  | 1921     | 로잔     | 올림픽 프로그램의 수정과 참가 조건                                                                                                  |
| 8회  | 1925     | 프라하   | 1) 스포츠 교육학 2) 올림픽 규칙 |
| 9회  | 1930     | 베를린   | 올림픽 규칙의 수정 |
| 10회 | 1973     | 바르나   | 세계 평화를 위한 스포츠 1) 올림픽 활동과 미래에 관한 재정의 2) IOC, IF, NOC간의 관계 3) 미래 올림픽의 계획                          |
| 11회 | 1981     | 바덴바덴 | 스포츠간의 공존 1) 미래 올림픽 2) 국제적 협력 3) 미래 올림픽 활동                                                                   |
| 12회 | 1994     | 파리     | 올림픽 총회 100주년, 총회의 협동 1) 현대 사회에 대한 올림픽의 공헌 2) 현대의 올림픽 선수 3) 사회적 접촉과 스포츠 4) 스포츠와 미디어 |
| 13회 | 2009     | 코펜하겐 | 사회에 있어서의 올림픽 활동의 목적 1) 선수 2) 올림픽 3) 올림픽 활동의 구조 4) 올림픽 이념과 청소년 5) 디지털 개혁                   |

## 같이 보기
- IOC
- NOC
- IF